# والاس هـ. كولتر
والاس هـ. كولتر (بالإنجليزية: Wallace H. Coulter )‏ كان مهندس كهربائي أمريكي ، مخترع وأيضاً رجل أعمال، أشتُهر بسبب اكتشافه لمبدأ كولتر الذي وفر المنهجية لحساب وقياس وتقييم جسيمات مجهرية معلقة في السائل . واختراع كولتر اليوم شائع في الاختبار التشخيصي الطبي لتعداد الدم بالكامل the complete blood count ويختصر بـ(CBC).